# Juan Martínez Montañés
Juan Martínez Montañés (Alcalá la Real, Jaén, 16 de marzo de 1568 - Sevilla, 18 de junio de 1649) fue un escultor español. Su obra conserva la sobriedad clásica propia del Renacimiento, aunque aportando la profundidad de la escultura del Barroco. Se formó en Granada con Pablo de Rojas y completó su educación en Sevilla, donde se estableció para el resto de su vida, convirtiéndose en el máximo exponente de la escuela sevillana de imaginería. Prácticamente toda su obra fue de tema religioso, menos dos estatuas orantes y el retrato de Felipe IV. Recibió y realizó encargos para diversas ciudades del continente americano. En su tiempo fue conocido como el «Lisipo andaluz» y también como el «dios de la madera» por la gran facilidad y maestría que tenía al trabajar con dicho material.

## Biografía

### Nacimiento en Alcalá
Nació en la ciudad jienense de Alcalá la Real. Sus padres eran Juan Martínez, de oficio bordador y conocido con el sobrenombre de "Montañés", y su madre Marta González. El matrimonio tuvo seis hijos de los cuales Juan era el único varón. Mantuvo una profunda relación con las dos únicas de sus hermanas que llegaron a la edad adulta. La menor, Tomasina, fallecida en 1619, convivió con el escultor, hasta su muerte, su pérdida impulsó una época de decaimiento anímico de Montañés. En Alcalá conoció probablemente al que sería posteriormente su mentor, Pablo de Rojas, casi veinte años mayor que él.
Fue bautizado en la iglesia parroquial de Santo Domingo de Silos, el 16 de marzo de 1568, teniendo por padrinos al licenciado Gil Fernández, provisor de la Abadía de Alcalá la Real, el cargo más importante después del de abad, y a María de Mendoza, mujer del regidor Francisco de Aranda.

### Formación en Granada
En 1579 se trasladó junto con su familia a Granada, donde, con unos doce años, comenzó su formación escultórica, en el taller de su paisano Pablo de Rojas, al que a lo largo de su vida reconocería como su maestro y del que se nota su influencia en las esculturas de crucificados. Allí trató también con otros artistas como los hermanos García (Jerónimo Francisco y Miguel Jerónimo). El aprendizaje en esta ciudad sería corto, por cuanto en 1582 se encontraba ya en Sevilla.

### Vida en Sevilla

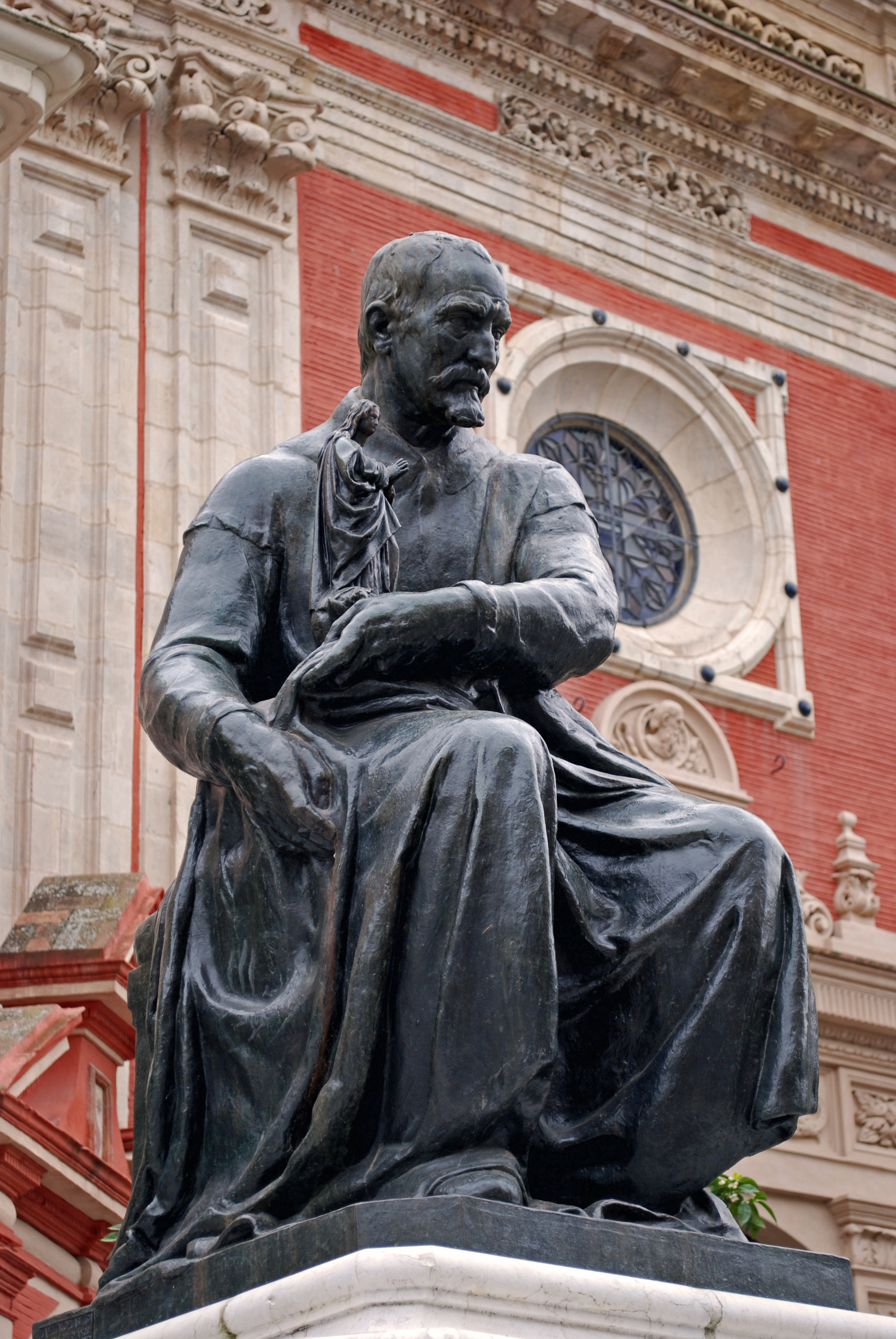
Monumento a Montañés en la plaza del Salvador, Sevilla. Obra de Agustín Sánchez-Cid (1924). Martínez Montañés aparece sentado con la Inmaculada.

Terminado el periodo de aprendizaje con Rojas, se trasladó a Sevilla, a donde lo seguiría toda su familia. Allí estaban asentados ya varios artistas originarios de Alcalá, como Gaspar de Rages o Raxis, sobrino de Rojas. En esta ciudad comenzó a trabajar en un taller de escultura, que se cree pudo ser el de Gaspar Núñez Delgado. Se inscribió en la «Hermandad del Dulce Nombre», donde consta que donó una imagen mariana, aunque no dice que fuera de su autoría.
Los primeros datos de su estancia en Sevilla corresponden a junio de 1587, cuando contrajo matrimonio con Ana de Villegas, hija del ensamblador Juan Izquierdo, en la iglesia parroquial de San Vicente. De este matrimonio nacerían cinco hijos: Mariana (monja dominica), Bernardino (fraile franciscano), José (presbítero), Rodrigo y Catalina. El 1 de diciembre de 1588 compareció ante un tribunal examinador, compuesto por Gaspar del Águila y Miguel de Adán, para acreditar su suficiencia en la escultura y el diseño de retablos. En presencia del tribunal esculpió una figura vestida y otra desnuda, y realizó también el alzado de un retablo, siendo declarado "hábil y suficiente para ejercer dichos oficios y abrir tienda pública".

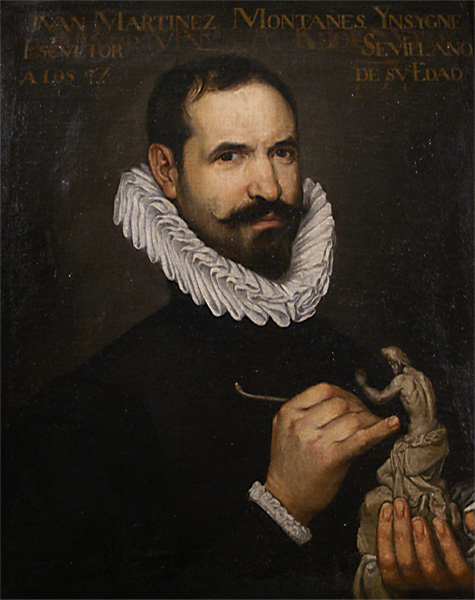
Retrato de Martínez Montañés (1616) realizado por Francisco Varela (Hospital de los Venerables, Sevilla).

En el mes de agosto de 1591 fue encarcelado por su implicación en la muerte de un tal Luis Sánchez, permaneciendo en la cárcel dos años, hasta que la viuda le perdonó previa entrega de cien ducados. El documento del pleito se guarda en el Archivo de Protocolos Notariales de Sevilla.
Se estableció en la colación de la Magdalena, viviendo en la calle de la Muela; allí moriría, en 1613 su esposa Ana, que fue enterrada el 28 de agosto en una sepultura que poseía el matrimonio en el convento de San Pablo de Sevilla. Montañés contrajo nuevamente matrimonio el 28 de abril de 1614 con Catalina de Salcedo y Sandoval, hija del pintor Diego de Salcedo y nieta del escultor Miguel de Adán, con la que tendría siete hijos: Fernando, Mariana, Francisco, Ana Micaela, José Ignacio, Teresa y Hermenegildo.
En 1629 cayó enfermó y tuvo que permanecer en cama durante cinco meses, lo que le impidió trabajar en el retablo e imágenes de la capilla de la Inmaculada, y le arrastró a un pleito por demora e incumplimiento del contrato. En 1635 viajó a Madrid, donde había sido contratado para moldear en barro el busto del rey Felipe IV, que junto con el retrato ecuestre de Velázquez debían servir como modelo para una estatua ecuestre que iba a realizar el italiano Pietro Tacca. Esta estatua se encuentra actualmente en la plaza de Oriente de Madrid. El éxito que obtuvo con este busto fue muy importante y desde entonces fue conocido como el «Lisipo andaluz», alias que le dio el poeta Gabriel de Bocángel y Unzueta al nombrarlo así en un soneto dedicado al escultor.
En la capital pasó seis meses para la elaboración del trabajo. Durante su estancia fue retratado por Velázquez (Retrato de Juan Martínez Montañés), obra expuesta en el Museo del Prado. El escultor ya conocía a Velázquez de su etapa sevillana como aprendiz en el taller de Francisco Pacheco. Se conserva otro retrato del escultor, propiedad del Ayuntamiento de Sevilla, en la actualidad expuesto en el Hospital de los Venerables, pintado por Francisco Varela, en el que se le representa esculpiendo el San Jerónimo de Santiponce. Para José Hernández Díaz, uno de los máximos especialistas en Montañés, era un temperamento cicloide, proclive a reacciones violentas y a crisis depresivas. Finalmente fue retratado por Francisco Pacheco para su obra Libro de descripción de verdaderos retratos, realizado en los últimos años de Martínez Montañés.

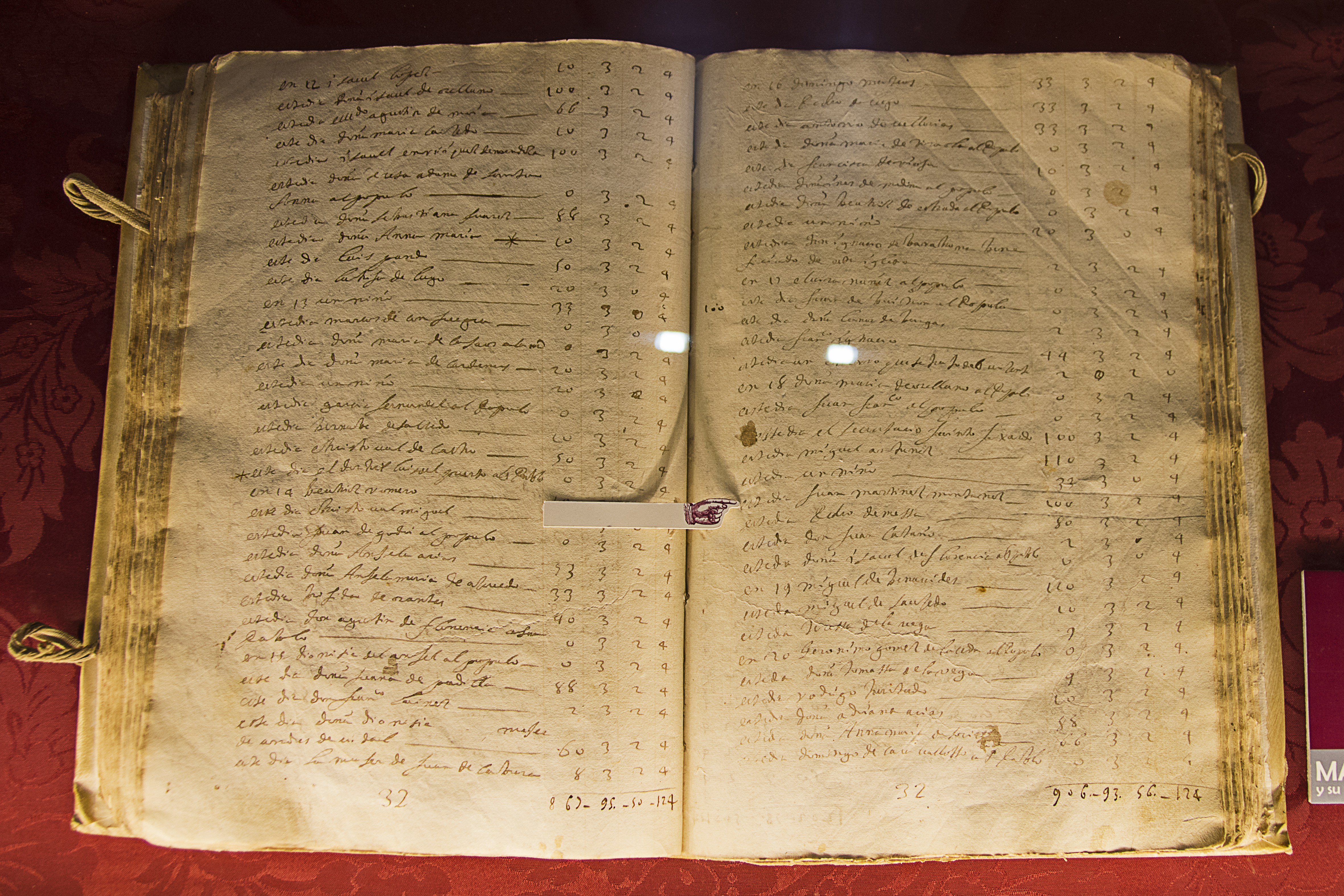
Partida de enterramiento de Martínez Montañés en el libro de difuntos de la parroquia de la Magdalena de Sevilla, correspondiente al 18 de junio de 1649.

Falleció en Sevilla, a los 81 años, víctima de la epidemia de peste de 1649 que asoló Sevilla y en la que murió casi el cincuenta por ciento de la población de la ciudad, siendo enterrado en la antigua parroquia de la Magdalena. Catalina de Salcedo, su viuda, declaró en un documento de 1655:

... mi marido quiso ser enterrado en el convento de San Pablo, en la sepultura que allí tenemos, y por haber muerto el año 1649, en el rigor de la peste, el susodicho me pidió que fuese sepultado, como lo está, en la iglesia parroquial de la Magdalena de esta ciudad...

 Con motivo de la desamortización española del siglo XIX la parroquia de la Magdalena fue demolida y se perdieron sus restos.

### Religiosidad
La vida de Martínez Montañés en Sevilla fue una vida ordenada, profundamente religiosa, como había sido desde su infancia y que se cultivó durante su estancia en Sevilla, con un conocimiento más profundo de la Biblia y de textos de santa Teresa de Jesús, Fray Luis de Granada y san Juan de la Cruz. En consonancia con su religiosidad, varios de sus hijos profesaron órdenes religiosas. Perteneció a una agrupación religiosa llamada "Congregación de la Granada", que defendía ardientemente la Concepción Inmaculada de la Virgen María, lo que le provocó un problema con la Inquisición en 1624, cuando este tribunal secuestró y confiscó el archivo de la citada congregación y los documentos de muchos de sus miembros. Parece que relacionado con el seguimiento del que era objeto la congregación, en diciembre de 1620 solicitó que se hiciera información para acreditar su limpieza de sangre.

### Vida cultural
La formación y vida cultural humanística acostumbraban a ir unidas en aquella época, de manera que los talleres de aprendizaje eran lugares donde el maestro disponía de una buena librería especializada de la cual el aprendiz podía disponer. Por otro lado, era conveniente, y así se hacía, que asistiesen los aprendices a las reuniones de los artistas que se producían en los propios talleres de trabajo. En Sevilla se organizaban tertulias en la universidad, academias y en la Casa de Pilatos que además poseía una buena biblioteca, y a ellas debió de acudir Montañés. En las de la academia del pintor Pacheco, debió de conocer a Velázquez y Alonso Cano —entonces ambos discípulos de Pacheco—; asistían además Andrés García de Céspedes, Vicente Espinel, Francisco de Salinas y diversos teólogos, filósofos, escultores y pintores.
Colaboró en 1598 con Miguel de Cervantes, cuando se realizó el túmulo de Felipe II, con motivo de la defunción del rey y por orden del capítulo catedralicio. En esta obra intervinieron, además, una gran parte de artistas sevillanos. A Montañés se le encargaron diecinueve esculturas de gran medida y a Cervantes un escrito para leer delante del túmulo, un soneto titulado Al túmulo del rey Felipe II, en tono satírico, que fue muy comentado entre el círculo cultural de Sevilla.

## Estilo y obra

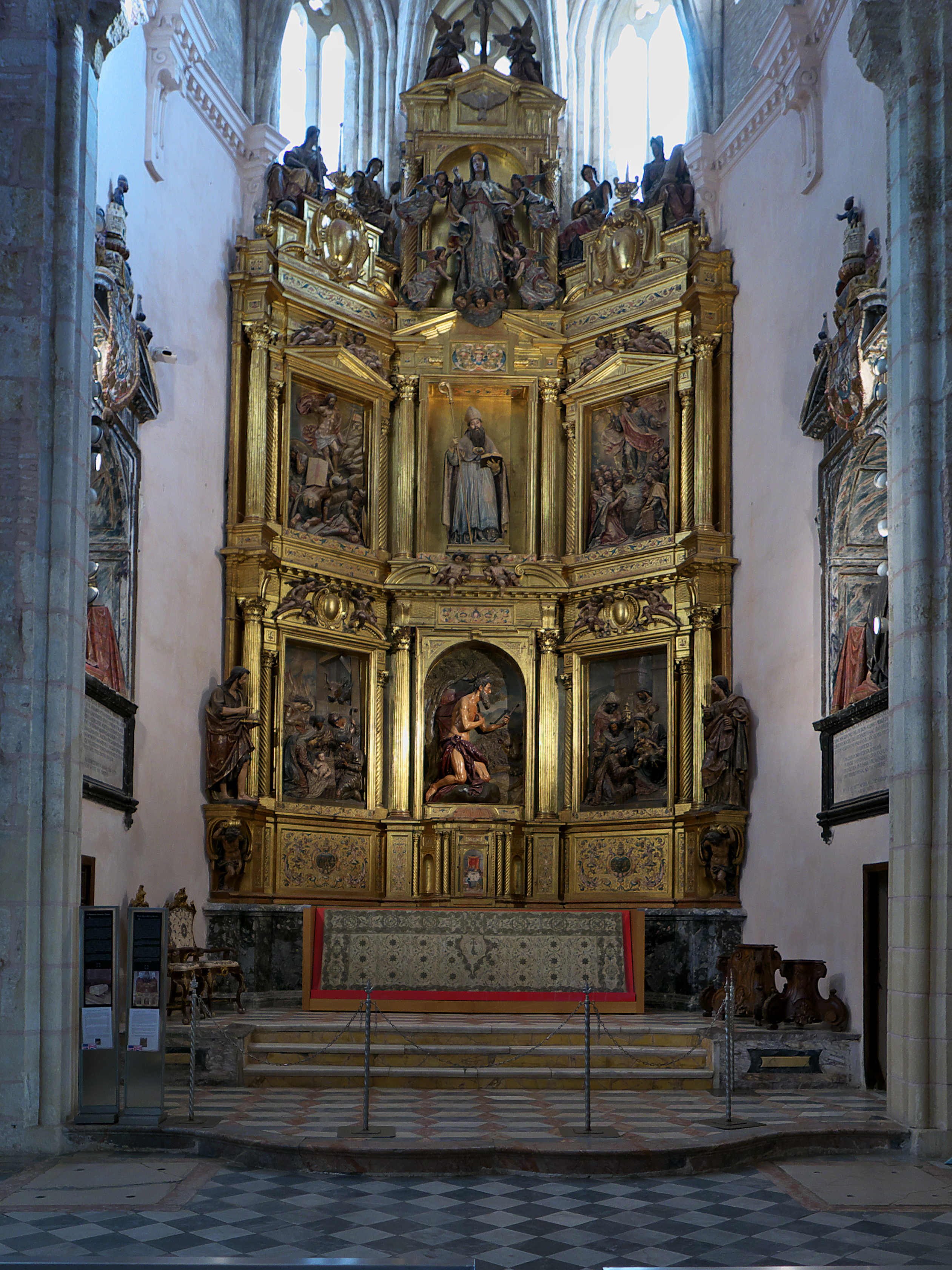
Retablo Mayor de la iglesia funeraria de Guzmán el Bueno del Monasterio de San Isidoro del Campo, realizado por Montañés entre 1609 y 1613.

Según se ha expuesto anteriormente, inició su aprendizaje en Granada, con el imaginero Pablo de Rojas. Durante los primeros años que vivió en Sevilla, recibió influencias de Jerónimo Hernández y sus discípulos Gaspar Núñez Delgado y Andrés de Ocampo. Aunque existen referencias de que en su fase inicial trabajó la piedra, su material preferido fue siempre la madera policromada. En la policromía, que por contrato supervisaba, contó con la colaboración de grandes pintores, entre los que destacan Francisco Pacheco, Juan de Uceda y Baltasar Quintero, predominando la encarnación mate más cercana al efecto neutral.
Casi toda su obra es de carácter religioso; en el campo profano solo se conocen las estatuas orantes de Alonso Pérez de Guzmán y su esposa María Alfonso Coronel, realizadas para la capilla mayor del monasterio de San Isidoro del Campo en Santiponce, y también la mencionada cabeza del rey Felipe IV, que se envió al escultor italiano Pietro Tacca y que no ha sido conservada.
Fue el máximo exponente de la denominada escuela sevillana de imaginería, en la que tuvo como discípulo predilecto al cordobés Juan de Mesa.

### Maestro ensamblador de retablos
Martínez Montañés obtuvo de manera conjunta el título de maestro escultor y ensamblador, lo que le facultaba para trazar la arquitectura, diseño y elaboración de los retablos. A lo largo de su carrera, proyectó y ejecutó muchos retablos para los que también realizó obra escultórica. El modelo de retablo utilizado es el dominante en el periodo manierista. En los retablos mayores suele predominar la estructura de dos cuerpos, con tres calles. Las columnas son sencillas y acanaladas, no llegando nunca a emplear la columna salomónica y los capiteles de estilo corintio. Nunca abandonó la actividad retablista y la mayor parte de su labor imaginera fue realizada dentro de obras de retablos.

### Escultura
Su arte se inspiró en el natural y su producción tiene unas características más clasicistas y manieristas que propiamente barrocas, aunque al final de su carrera apuntó al realismo barroquizante. Fue creador de un lenguaje sereno y clásico que transmitió a toda la Escuela Andaluza y que contrasta con el dramatismo y apasionamiento de la Escuela de Valladolid. Las esculturas de carácter religioso realizadas podían tener como fin, bien la participación en cortejos procesionales, o bien su finalidad podía ser la decoración interior de una iglesia, tanto en forma individual como formando parte de un retablo.
Entre los temas más tratados en sus obras se encuentran la figura de Cristo crucificado, del que recibió más de una docena de encargos, además de los que se podían incluir en el conjunto de los retablos realizados. De entre ellos destaca el de la Clemencia, conservado en la catedral de Sevilla. Esta imagen que es conocida como Cristo de los Cálices, por haber estado en la sacristía de ese nombre de la catedral, constituye una de las cumbres del arte del imaginero alcalaíno. Otro tema repetido en su iconografía es el del Niño Jesús, que durante el renacimiento había vuelto a surgir de forma destacada. Montañés consiguió la versión definitiva en la imagen del niño que se encuentra en la iglesia del Sagrario de Sevilla, fechado en 1606, del que se realizaron numerosas réplicas e imitaciones, construyéndose vaciados en plomo de varias de estas representaciones para colmar la demanda existente en su día.

### Cronología de su obra

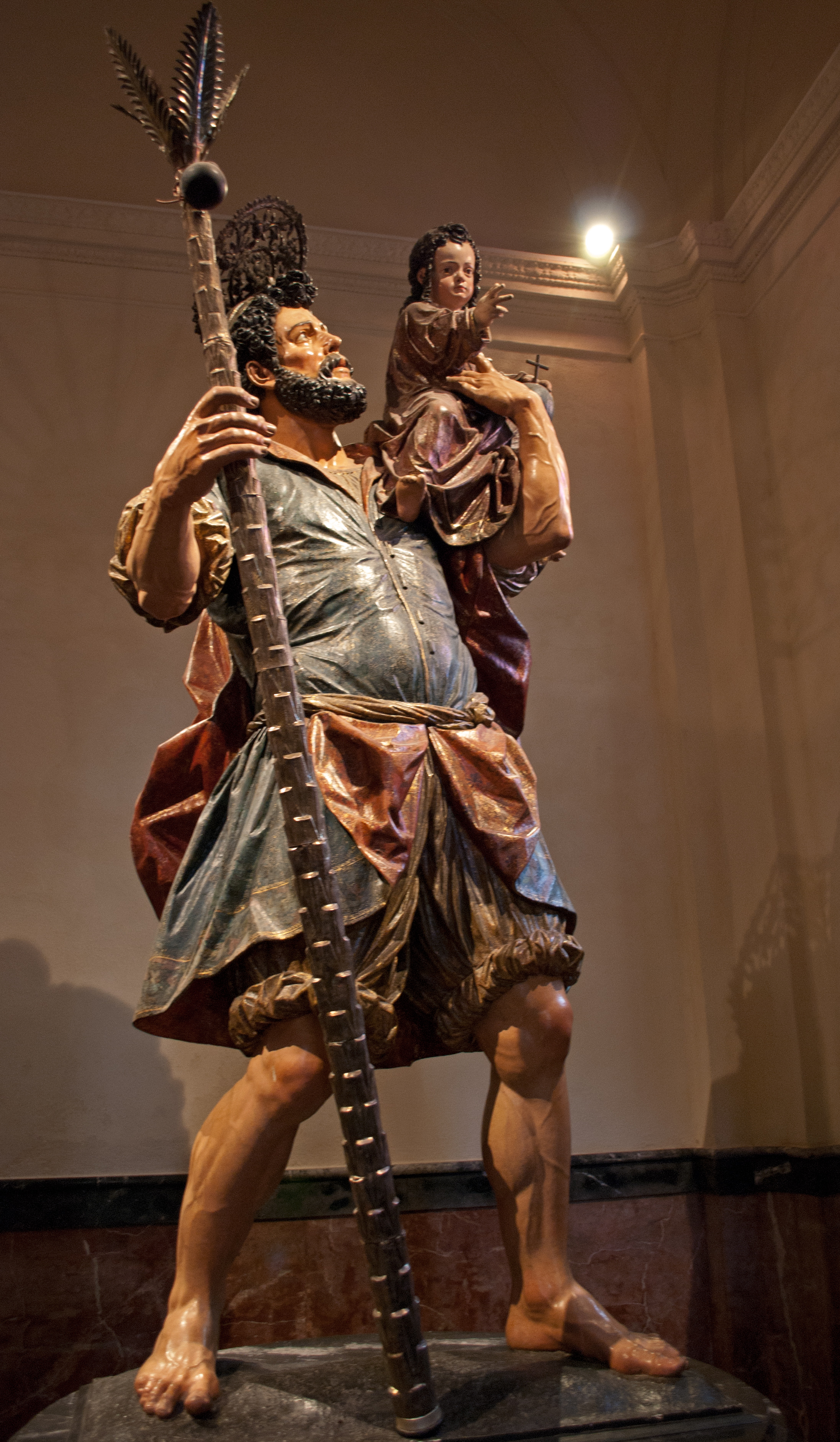
San Cristóbal y el Niño. Iglesia del Salvador, Sevilla.

#### SigloXVI
Una vez conseguido el título de maestro escultor y arquitecto de retablos en 1588, comenzó a recibir numerosos encargos. En 1589 se sabe que contrató con Gaspar Peralta vecino de Sevilla, una  Santa Cena  en piedra; se trataba de un relieve dentro de un marco de madera. Otras obras realizadas en ese mismo año fueron  Nuestra Señora de Belén  que debía terminarse en 24 días y cuyo precio se estipuló en 24 ducados y un  San Diego de Alcalá  para el convento de San Francisco de Cádiz. Todas estas obras han desaparecido.
De 1597, data la primera obra conservada de Martínez Montañés; corresponde a una imagen de san Cristóbal con el Niño Jesús. Fue un encargo realizado por el gremio de guanteros. Actualmente se conserva en la iglesia del Salvador de Sevilla. Es una pieza de gran tamaño que mide 2,2 metros de altura, sus atléticas proporciones muestran una ya temprana tendencia al naturalismo; fue concebida como imagen de carácter procesional y se conoce que salió en cortejos en 1598. Proske manifiesta que la escultura del Niño no corresponde al maestro y que pudo ser ejecutada por algún ayudante. Esta obra supone un trabajo destacable de dibujo, modelado y composición, y en ella se encuentran profundas huellas de la influencia de Miguel Ángel Buonarroti.
De 1598 procede un retablo realizado por Juan de Oviedo para el convento de Santa Clara en Llerena (Badajoz), en el que Montañés realizó la escultura de san Jerónimo penitente, proyectada para el nicho central del retablo. Aunque no ha llegado a nuestros días el retablo, sí se conserva la escultura; parece estar inspirada en la figura de san Jerónimo penitente, obra de Pietro Torrigiano, conservada actualmente en el Museo de Bellas Artes de Sevilla. Ese mismo año también colaboró en el monumento funerario construido en Sevilla por las honras fúnebres de Felipe II.

#### SigloXVII

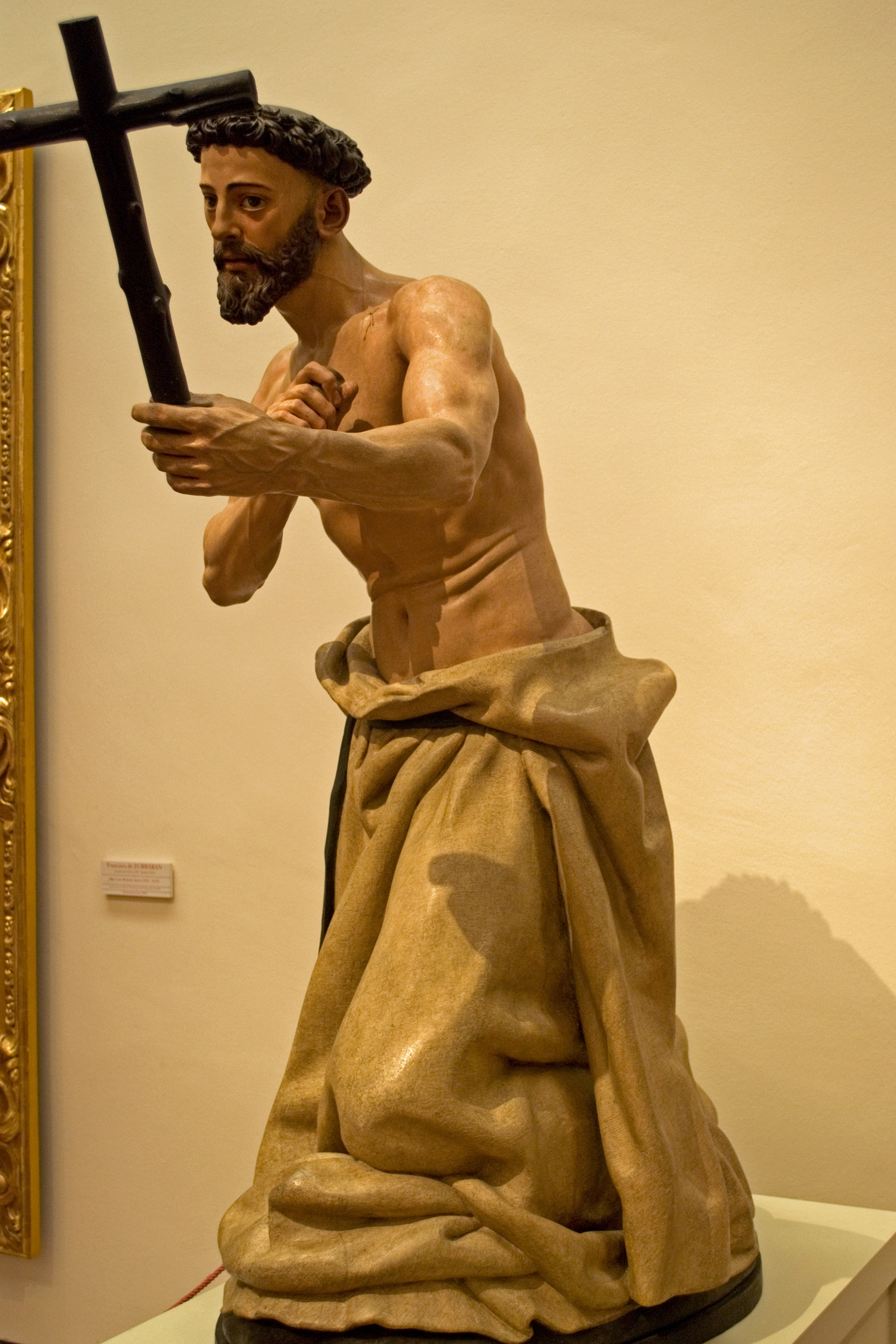
Santo Domingo penitente. 1605-1609. La policromía fue realizada por Francisco Pacheco. La escultura fue encargada para el convento de Porta Coeli. En la actualidad se conserva en el Museo de Bellas Artes de Sevilla.

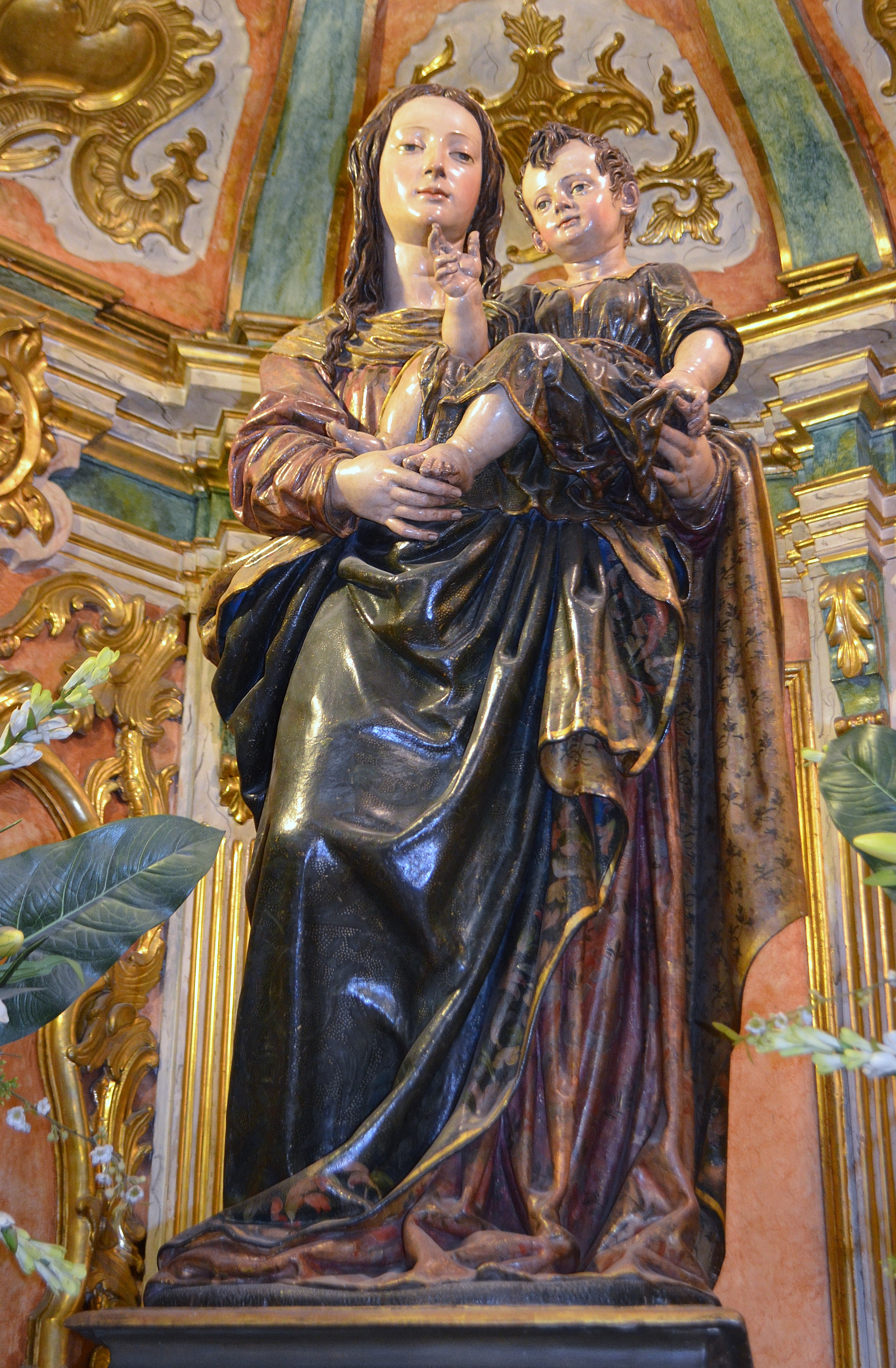
Virgen con el Niño, catedral de Huelva, 1616.

El periodo más maduro de Martínez Montañés comienza con la realización del Cristo de los Cálices, en 1603, que se encuentra en la catedral de Sevilla. El encargo fue realizado por Mateo Vázquez de Leca, canónigo de la catedral y arcediano de Carmona en 1602. El contrato fue muy detallado en lo relativo a la figura del Crucificado, que debía realizarse así: "Ha de estar vivo antes de haber expirado, con la cabeza inclinada sobre el lado derecho, mirando a cualquier persona que estuviese orando al pie de él, como que está el mismo Cristo hablándole y como quejándose de que aquello que padece es por él". La policromía, de tono mate, fue realizada por Francisco Pacheco, con el que trabajaría en diversas ocasiones. Esta obra tuvo su precedente en Cristo del Auxilio de Lima, obra del propio año 1603. El Cristo de los Desamparados, de la iglesia del Santo Ángel de Sevilla, es una copia del Cristo de los Cálices, por lo que pudo ser una imagen encargada por los Carmelitas Descalzos a Martínez Montañés en 1617; aunque también es una obra de gran categoría, no llega a superar a su original.
En 1604 contrató la construcción del retablo de la capilla de San Onofre del desaparecido convento de San Francisco de Sevilla, que constituyó su primer encargo para la arquitectura de un retablo. Entre 1605 y 1609 realizó la estatua de Santo Domingo que actualmente se encuentra en el Museo de Bellas Artes de Sevilla. Pertenecía al retablo del convento de Portaceli. En esta escultura el santo se encuentra en éxtasis contemplativo, con la cruz sujeta en una mano, y es destacable la anatomía musculosa que presenta. Del año siguiente, 1606, data el Niño Jesús encargado por la Cofradía del Santísimo Sacramento, con sede en la Catedral de Sevilla, y que actualmente se encuentra en la parroquia del Sagrario, anexa a la catedral. Aunque Montañés no crea el tipo, pues ésta ya existía en el arte sevillano del siglo XVI, la figura desnuda del Niño creada por él ha perdurado como modelo de la figura e icono representativo del Niño. De este mismo año data la figura de la Inmaculada para el retablo de la iglesia de Nuestra Señora de la Consolación de El Pedroso; se observa en esta figura la influencia de la Inmaculada realizada por Jerónimo Hernández para la iglesia de San Andrés de Sevilla, para el mismo retablo se encuentran los relieves de los apóstoles Santiago y san Bartolomé, ambos interpretados según la hagiografía que el maestro conocía perfectamente. También data de este año el retablo de la Circuncisión encargado por el almirante Andrés de Vega y Garrocho patrono de la capilla mayor del desaparecido convento de San Francisco en Huelva. Este retablo se encuentra hoy en día en el monasterio de Santa Clara de Moguer.
En 1607 realiza el diseño y las figuras principales del retablo del convento de la Concepción de Lima; el escultor ya había realizado otras varias obras destinadas al continente americano. La hornacina principal del retablo la dedica a un Crucificado. El modelo de retablo que crea para este encargo le serviría para posteriores obras.
En 1609 comienza la ejecución del que sería uno de sus trabajos más destacado, el retablo de la iglesia del convento de San Isidoro del Campo en Santiponce, perteneciente a la orden de los jerónimos. La obra quedó concluida en 1613 y en ella intervinieron varios artistas ensambladores y escultores, casi con toda seguridad Juan de Mesa y Francisco de Ocampo. Para esta obra Montañés se separó del modelo habitual de retablo sevillano que tenía una estructura a base de pequeños relieves. La figura principal del retablo es la estatua de san Jerónimo, que por contrato debía ser elaborada directamente por el maestro sin ayuda de ninguno de sus colaboradores, y que se inspira en la figura homónima de Pietro Torrigiano y Jerónimo Hernández. También destacan las figuras de la Virgen con el Niño, san Joaquín y santa Ana. Asimismo, también bajo el patrocinio de la casa de Medina Sidonia, en 1616 realizó la Virgen con el Niño, que se conserva en la Catedral de Huelva.
Se puede decir que alrededor de 1620 comienza lo que se ha llamado decenio crítico del maestro, marcado por diversas circunstancias personales como el largo trabajo desarrollado durante a lo largo de los años y la muerte de su hermana y de varios de sus colaboradores y amigos más directos como Juan de Oviedo y Juan de Mesa, así como algunos pleitos profesionales que mantuvo en torno a la ejecución de sus trabajos.
A pesar de lo anterior, es una etapa plenamente productiva en la que contrata el retablo del monasterio de Santa Clara y los retablos de san Juan Bautista y san Juan Evangelista del convento de San Leandro.
De 1631 finaliza el retablo de las capillas de la Inmaculada en la catedral sevillana, en las que destacan la figura central de la Inmaculada, conocida popularmente como «la Cieguecita», y las imágenes de san Juan Bautista niño al estilo de Donatello y la de san Gregorio con una gran atención en su iconografía. La escultura de la Inmaculada se caracteriza por la abundancia de ropajes y ladeamiento de cabeza y manos; el policromado corresponde de nuevo a Pacheco, después de haber mantenido un pleito profesional con Montañés por motivo de competencias profesionales.
El retablo de la iglesia jerezana de San Miguel fue una obra accidentada que se contrató en cuatro ocasiones. Las obras se iniciaron en 1601, concertadas con Juan de Oviedo el Joven, Montañés y Gaspar de Águila, pero los trabajos más importantes no empezaron hasta 1617, año en que Montañés asumió plenamente la obra. Las obras se prolongaron hasta 1643 debido a la falta de recursos financieros. En el año 1638 el proyecto también tuvo una variación significativa, cuando se decidió la sustitución de los cuatro lienzos pictóricos de las calles laterales por relieves escultóricos, ejecutados por José de Arce, al igual que las estatuas de san Juan Bautista y san Juan evangelista. De este retablo destaca el relieve de la Batalla de los ángeles, ejecutado en 1641, siendo también de gran interés el relieve de la Ascensión y las figuras de Santiago y una de san Juan evangelista, realizadas entre 1630 y 1638, y las figuras de san Pedro y san Pablo, ejecutadas en 1633, y la Transfiguración, terminada en 1643. El conjunto arquitectónico del retablo, con sus dos alas laterales adelantadas y las esculturas en posición muy sobresaliente, supone una obra atrevida y de efecto espectacular, que constituye una de las más barrocas de Martínez Montañés.
En 1632 trazó la parte arquitectónica del retablo mayor de la iglesia de San Lorenzo. Las esculturas y relieves del mismo fueron realizados por Felipe y Francisco Dionisio de Rivas entre 1645 y 1652.

#### Obras destacadas

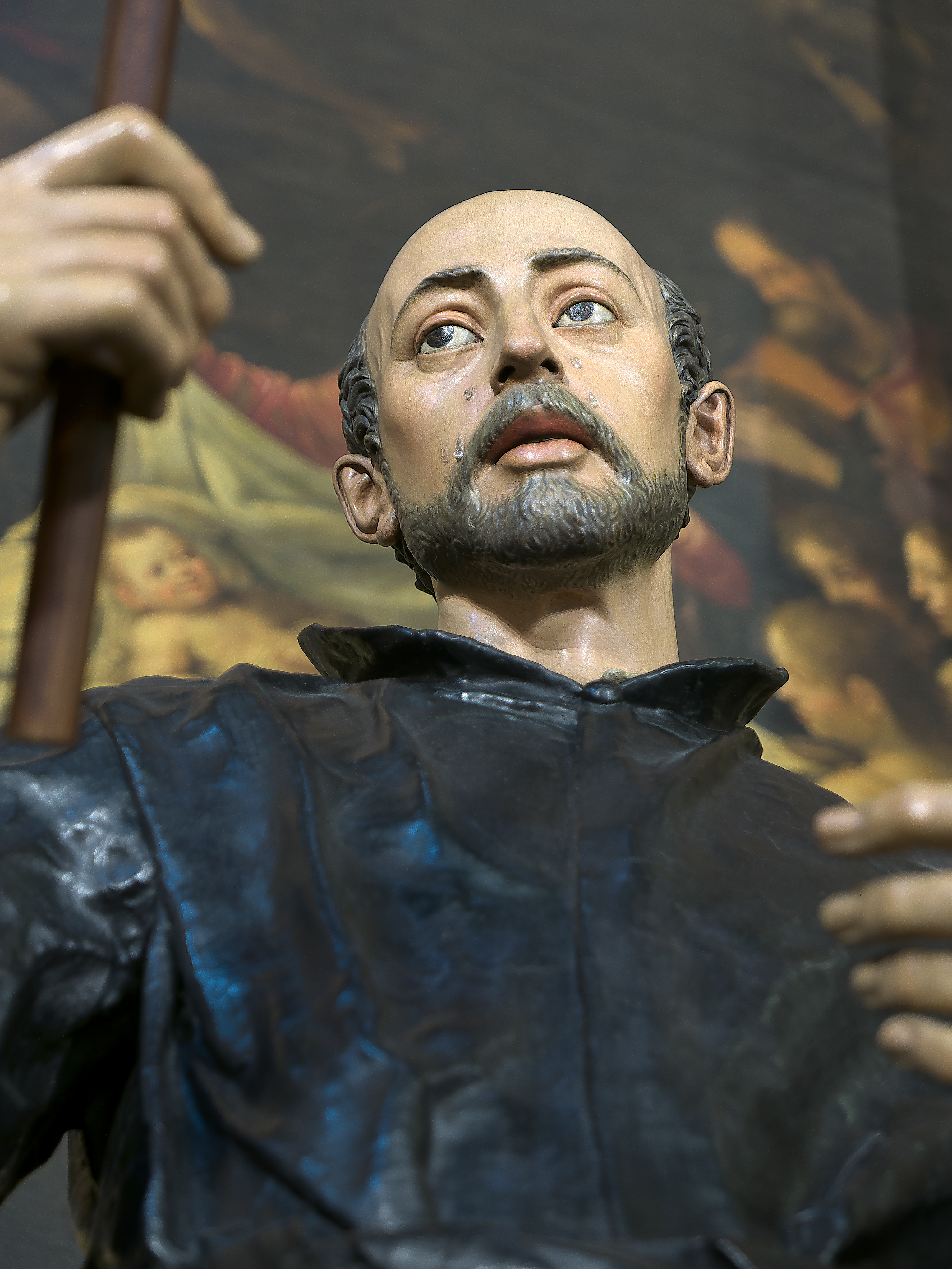
Imagen de san Ignacio de Loyola, de la que Martínez Montañés esculpió en 1610 la cabeza y las manos, con motivo de la beatificación del fundador de la Compañía de Jesús, actualmente conservada en la iglesia de la Anunciación de Sevilla.

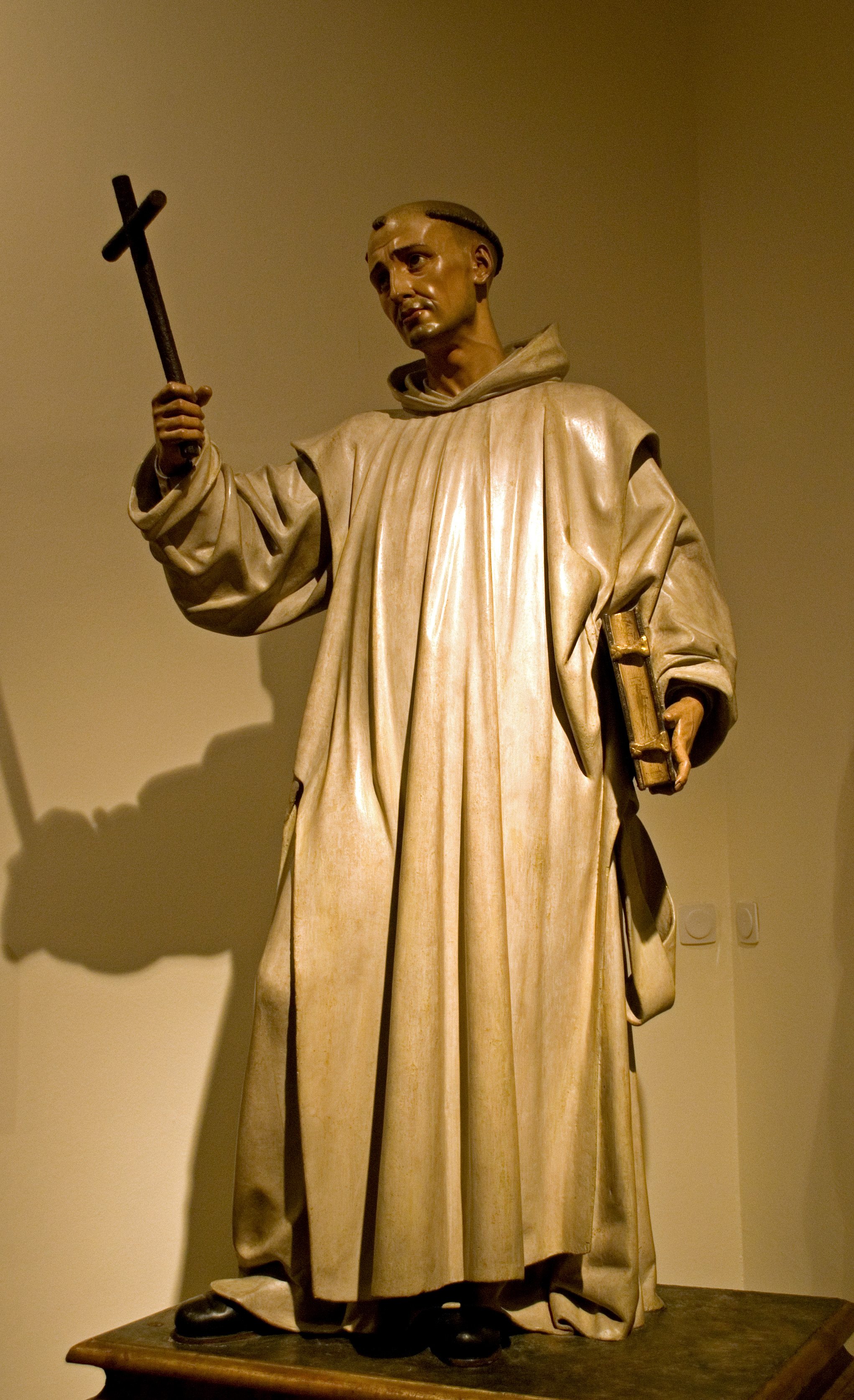
San Bruno (1634). Escultura destinada el monasterio cartujo de Santa María de las Cuevas, Sevilla. Hoy se conserva en el Museo de Bellas Artes de Sevilla.

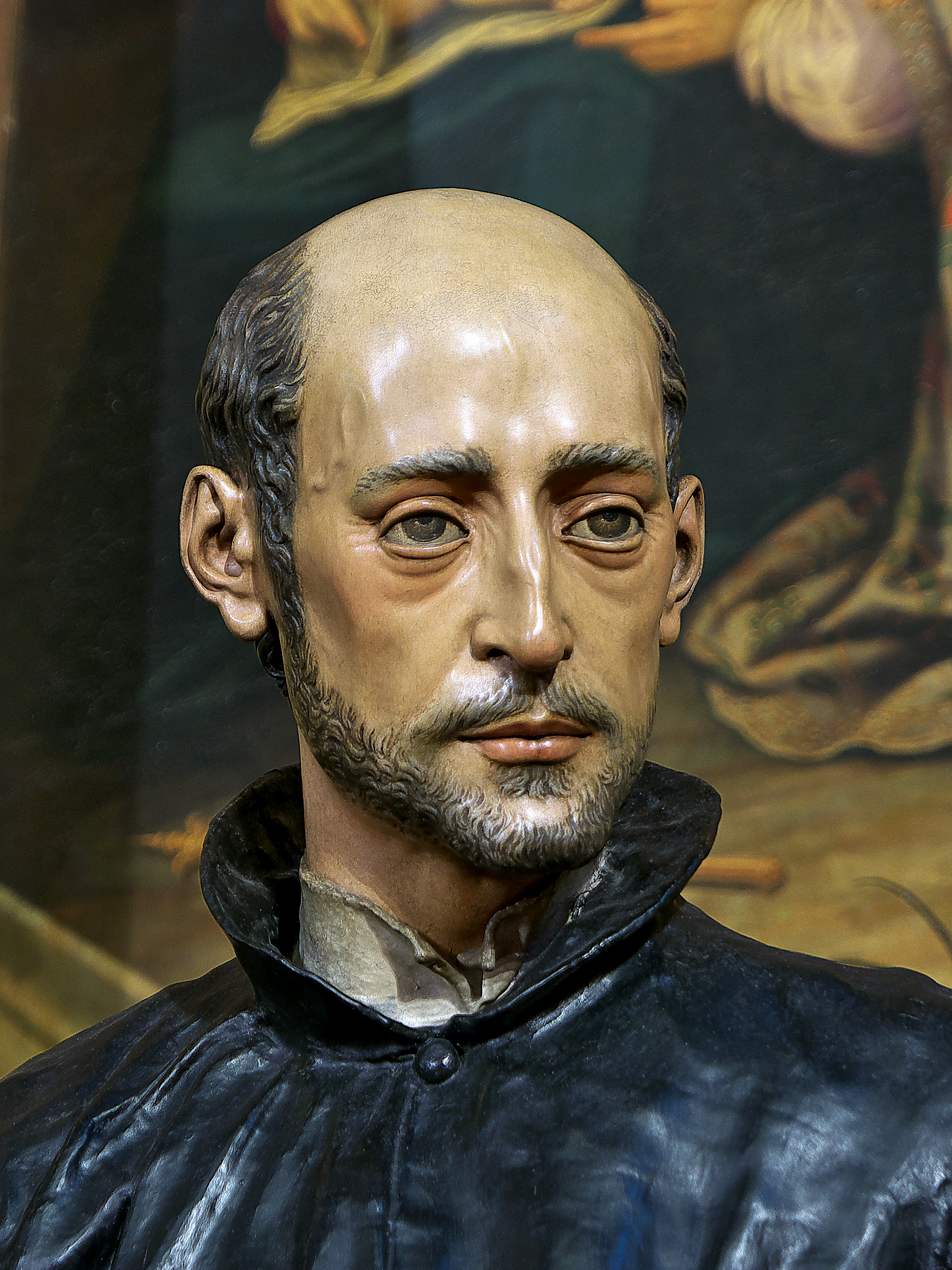
San Francisco de Borja, iglesia de la Anunciación, Sevilla.

| Título | Fecha      | Ubicación                                                                                                   |
| --- | ---------- | --- |
| San Cristóbal. Encargo realizado por el gremio de guanteros | 1597       | Iglesia del Salvador, Sevilla                                                                               |
| San Jerónimo | 1598       | Convento de Santa Clara, Llerena, provincia de Badajoz                                                      |
| Cristo de los Cálices. Realizado por encargo del arcediano hispalense Mateo Vázquez de Leca. | 1603-1604  | Catedral de Sevilla                                                                                         |
| Cristo del Auxilio | 1603       | Iglesia de la Merced, Lima                                                                                  |
| Santo Domingo penitente | 1605-1609  | Museo de Bellas Artes de Sevilla                                                                            |
| Niño Jesús | 1606-1607  | Iglesia del Sagrario, Sevilla                                                                               |
| Retablo e imágenes de la Inmaculada, san Bartolomé y Santiago | 1606       | Iglesia de Nuestra Señora de la Consolación, El Pedroso, provincia de Sevilla                               |
| Retablo de san Juan Bautista. Contiene una escultura de Cristo crucificado, escultura de san Juan Bautista y relieves entre los que están la predicación del bautismo, san Juan Evangelista, Salomé con la cabeza de Juan el Bautista y la cabeza de Juan el Bautista glorificada por los ángeles | siglo XVII | Catedral de Lima                                                                                            |
| Relieve de la Sagrada Familia y la Trinidad (conocido como las «Dos Trinidades») | 1609       | Iglesia de San Ildefonso, Sevilla                                                                           |
| Retablo de san Juan Bautista | 1610       | Convento de Santa María del Socorro, Sevilla                                                                |
| Retablo mayor | 1609-1613  | Monasterio de San Isidoro del Campo, Santiponce, provincia de Sevilla                                       |
| San Ignacio de Loyola | 1610       | Iglesia de la Anunciación, Sevilla                                                                          |
| Jesús de Pasión | 1610-1615  | Iglesia del Salvador, Sevilla                                                                               |
| Virgen con el Niño | 1616       | Catedral de Huelva                                                                                          |
| Cristo de los Desamparados | 1617       | Iglesia del Santo Ángel, Sevilla                                                                            |
| Retablo mayor | 1621       | Iglesia del convento de Santa Clara, Sevilla                                                                |
| San Francisco de Borja | 1624       | Iglesia de la Anunciación, Sevilla                                                                          |
| Inmaculada. Tiene los ojos cerrados y se la conoce como «la Cieguecita» | 1629-1631  | Catedral de Sevilla                                                                                         |
| Relieve de san Juan Evangelista en Patmos | 1632       | Iglesia del convento de San Leandro, Sevilla                                                                |
| Santa Ana instruyendo a la Virgen María | 1633       | Iglesia del Buen Suceso, Sevilla                                                                            |
| San Bruno | 1634       | Museo de Bellas Artes de Sevilla                                                                            |
| San Juan Bautista | 1625-1635  | Museo Metropolitano de Arte de Nueva York (procedente del convento de la Concepción de San Miguel, Sevilla) |
| San Juan Evangelista | 1637       | Convento de Santa Paula, Sevilla                                                                            |
| San Juan Bautista | 1638       | Convento de Santa Paula (en el retablo de Felipe de Ribas), Sevilla                                         |
| Batalla de los ángeles | 1640       | Retablo mayor de la iglesia de San Miguel, Jerez de la Frontera, provincia de Cádiz                         |
| San Juan Bautista | -          | Museo Meadows de Dallas                                                                                     |
| Santo Cristo de la Vera Cruz | -          | Iglesia de San Francisco, Popayán                                                                           |

### Atribuciones

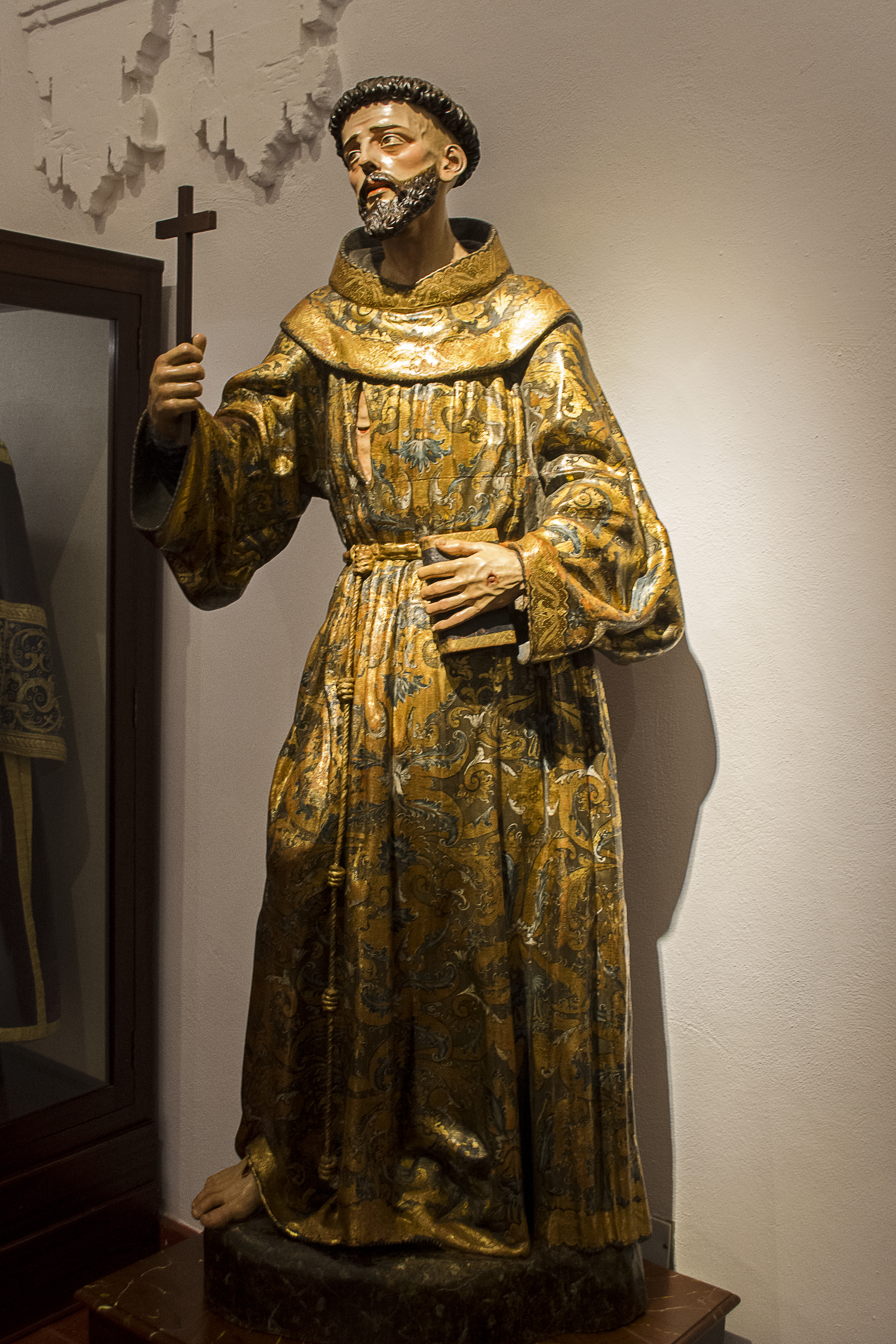
San Francisco de Asís. Se exhibe en la Colegiata de Osuna, donde permanecía depositada hasta su restauración en 2010, cuando fue atribuida a Montañés.

Las siguientes obras han sido atribuidas a Juan Martínez Montañés:

#### España
- Virgen de la Salud en su Soledad. Juan Martínez Montañés la habría realizado para la Hermandad de Pasión, que la habría vendido. Posteriormente, en 1582, Martínez Montañés habría donado esta Virgen a la Hermandad de la Quinta Angustia, que la conservó hasta la década de 1930. Existe la posibilidad de que esta imagen pasara posteriormente a ser titular de la Hermandad de la Vera Cruz de Linares, provincia de Jaén.[41]
- Escultura de San Francisco de Asís, de madera tallada y policromada, Colegiata de Osuna. Ha sido atribuida en 2010 a Juan Martínez Montañés. Esta imagen había llegado a la Colegiata en 1970, después del hundimiento de parte de la iglesia del Convento de Santa Clara de esta localidad y había permanecido depositada en dependencias de la Colegiata hasta 2010, en que se restauró.[42][43]
- San Juan Bautista. Iglesia del convento de Santa Ana, Sevilla.[44]
- San Diego de Alcalá. Iglesia de Nuestra Señora de las Angustias, Ayamonte, provincia de Huelva. Pudiera tratarse de la imagen contratada por Montañés para el convento de franciscanos de la misma localidad.[14]
- Cristo de la Expiración. Iglesia de la Trinidad, La Rambla, provincia de Córdoba.[45]
- Virgen de la Hiniesta en sus misterios dolorosos. Iglesia de San Julián, Sevilla. Destruida en un incendio en 1932.[46]
- Cristo yacente. Iglesia de Santa María de Almocóvar, Alcántara, provincia de Cáceres.[47]
- Cristo yacente. Iglesia de Nuestra Señora de la O, Navas del Madroño, provincia de Cáceres. En 1965 esta escultura fue afectada gravemente por un incendio y fue restaurada por el Instituto del Patrimonio Cultural de España[48]
- Virgen de la Encarnación (1592). Fue regalada por Martínez Montañés a la antigua Hermandad del Dulce Nombre. En la actualidad la conserva la Hermandad de la Quinta Angustia.[49]
- San Hermenegildo. Imagen del altar mayor de la iglesia del mismo nombre, en Sevilla.[50]

#### Hispanoamérica
- Santo Niño Cautivo (1622).[51] Catedral Metropolitana de México.[32]
- Niño Jesús. Convento de San Francisco, Guatemala.[14]
- Cabeza de Cristo muerto. Convento de San Francisco, Guatemala.[32]
- San José. Catedral de Guatemala.
- Santa Catalina. Iglesia de Santa Catalina, Guatemala.[32]
- Inmaculada (1640). Catedral de Oruro, Bolivia.[32]
- Cristo crucificado (siglo XVII). Iglesia de San Francisco, Bogotá, Colombia.[32]
- Virgen con el Jesús de la Espina. Convento de la Buena Muerte, Lima, Perú.[32]
- Santa Apolonia (1625). Catedral de Lima, Perú.[32]
- San Juan Evangelista (1618). Catedral de Lima, Perú.[32]
- La Visitación de la Virgen (1620-1625). Catedral de Lima, Perú.[32]
- Niño Jesús, conocido como «el Doctorcito». Santuario de Santa Rosa, Lima, Perú.[32]
- Cristo de la caña, conocido como Señor del Mar. Parroquia de Santa Rosa, El Callao, Perú[32]